# Las Cruces (Bogotá)

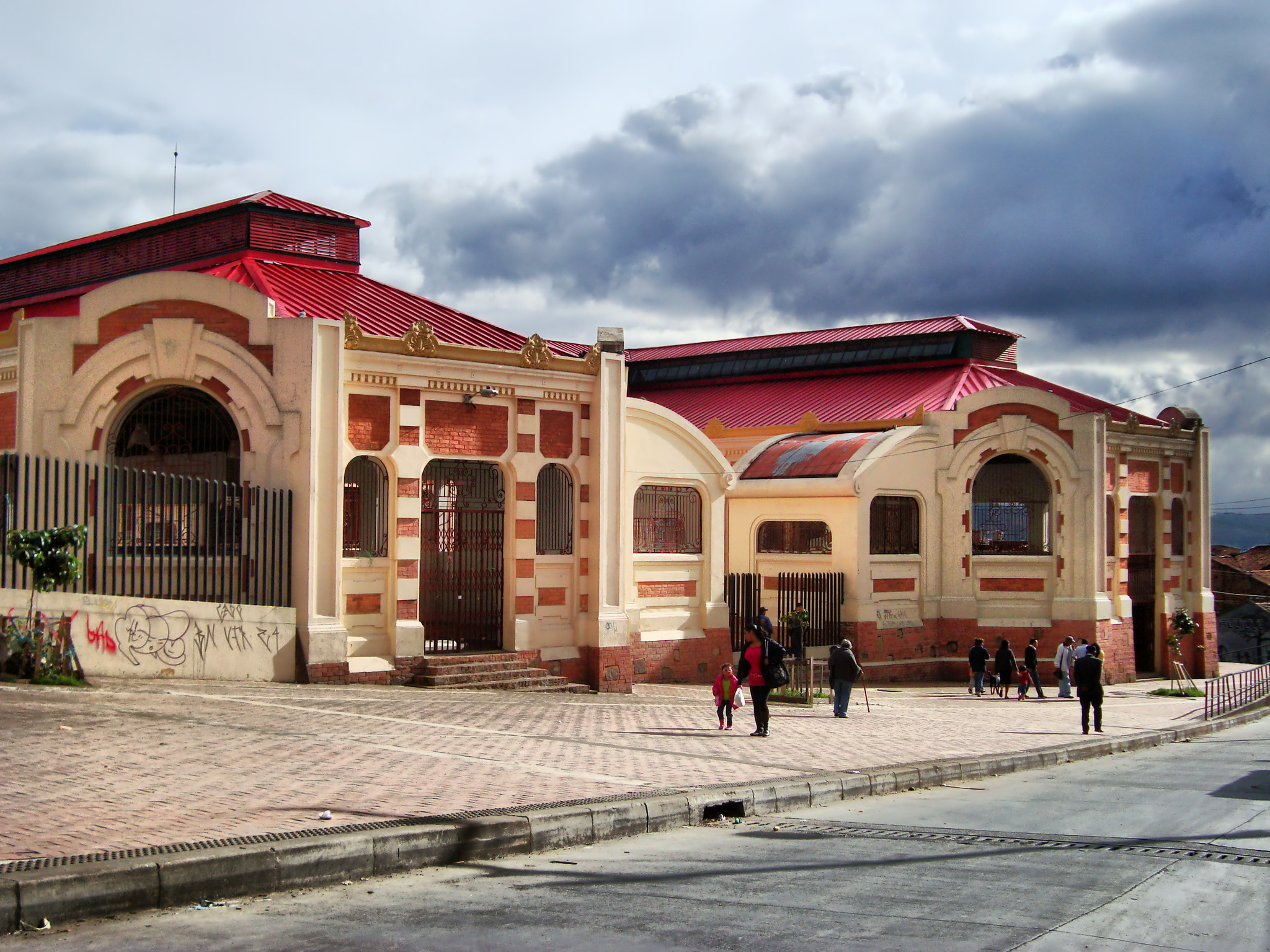
Plaza de Mercado de Las Cruces.

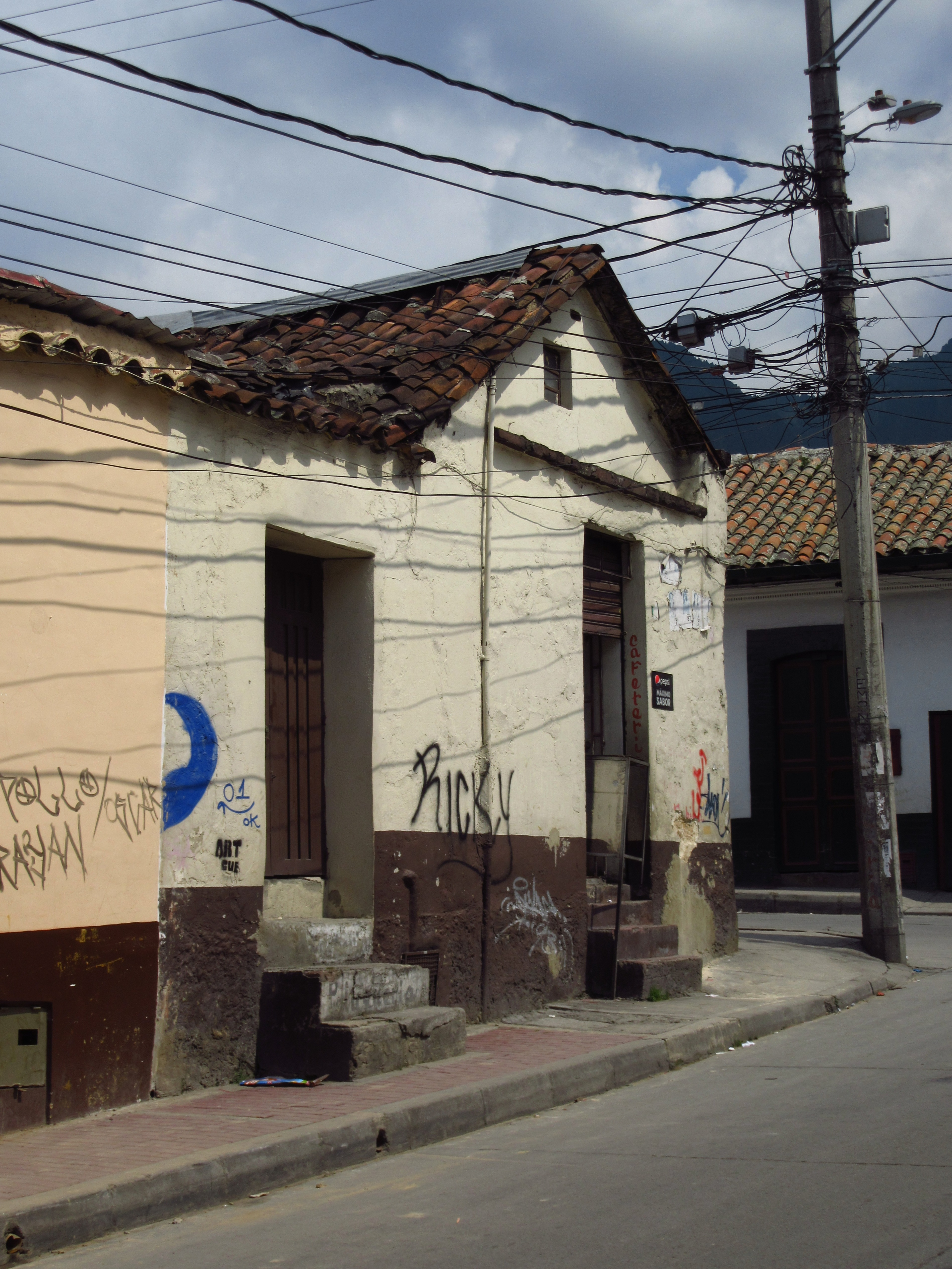
Casa en la calle 1 F con carrera 5 A.

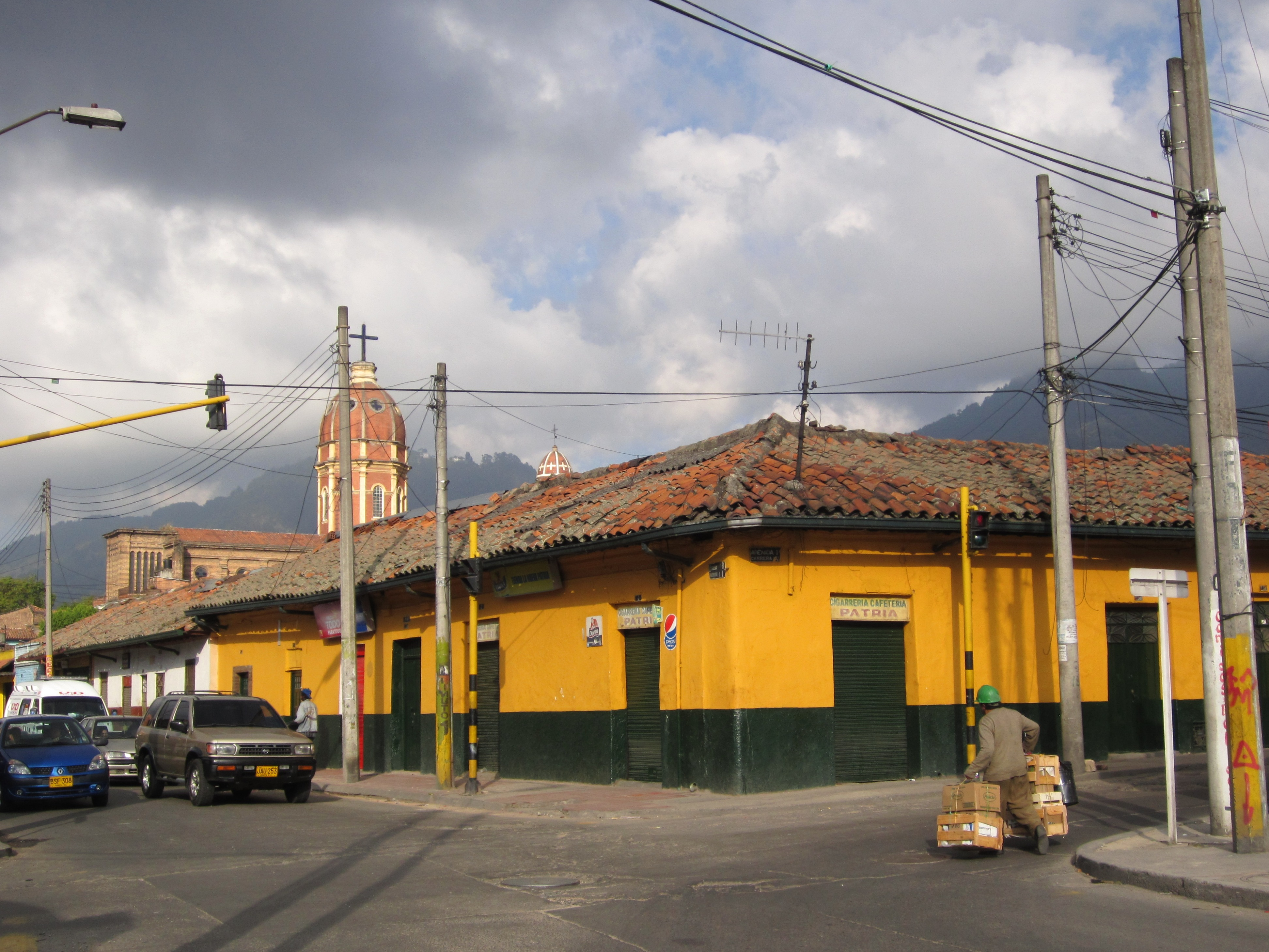
Arquitectura colonial en Las Cruces. Al fondo a la izquierda, la cúpula de la iglesia de Nuestra Señora del Carmen.

Las Cruces es un barrio construido a finales del siglo XIX y principios del XX en la zona suroriental del centro de Bogotá. Cuenta con antiguas residenciales, con puertas y ventanas de estilo colonial. Estas están construidas con materiales artesanales de principios del siglo XX. En su zona altas, sus calles son estrechas y empinadas. Entre sus sitios más destacados se encuentra la plaza de mercado y la plaza central, donde se encuentran las iglesias de Nuestra señora del Carmen de Las Cruces y de Nuestra Señora del Rosario. 

## Historia
Se fundó en la Colonia, en un principio el barrio lo habitaban los indígenas y los criollos pobres que trabajaban en los chircales. 
En la Colonia surgen las plazas de mercado y los primeros mercados eran realizados en la Plaza Mayor, actual Plaza de Bolívar. Cada viernes se reunían allí las diferentes clases sociales quienes para la época se beneficiaban del comercio que era ubicado alrededor de la plaza, desde la Colonia y la década del cincuenta en el siglo XX los productos que se clasificaban como perecederos eran vendidos al aire libre.
Desde esta época se disparó el comercio y la plaza mayor dejaría de ser el único espacio para mercar, los vendedores se trasladarían a plazas cercanas a iglesias y su frecuencia de atención se aumentaría de dos hasta cuatro días a la semana, para así llegar a convertirse en sitios que serían permanentes en la venta de productos agrícolas y cárnicos principalmente.
En la Colonia surgen los pulperos, compradores de víveres al por mayor y que durante la semana vendían su mercancía al por menor a los habitantes de los sectores aledaños al centro, entre estos Las Cruces.  
Allí se reunían comerciantes con productos que requerían los habitantes, que fueron formando parte de un solo entorno. A su alrededor había expendios de chicha y se reunían los vecinos y visitantes. 
En la época actual las plazas de mercado están en manos del instituto para la economía social que tiene como objetivo hacer estas plazas productivas incentivando la participación de los habitantes del sector donde se encuentran ubicadas

## Iglesias de Nuestra Señora de Las Cruces y de Nuestra Señora del Carmen

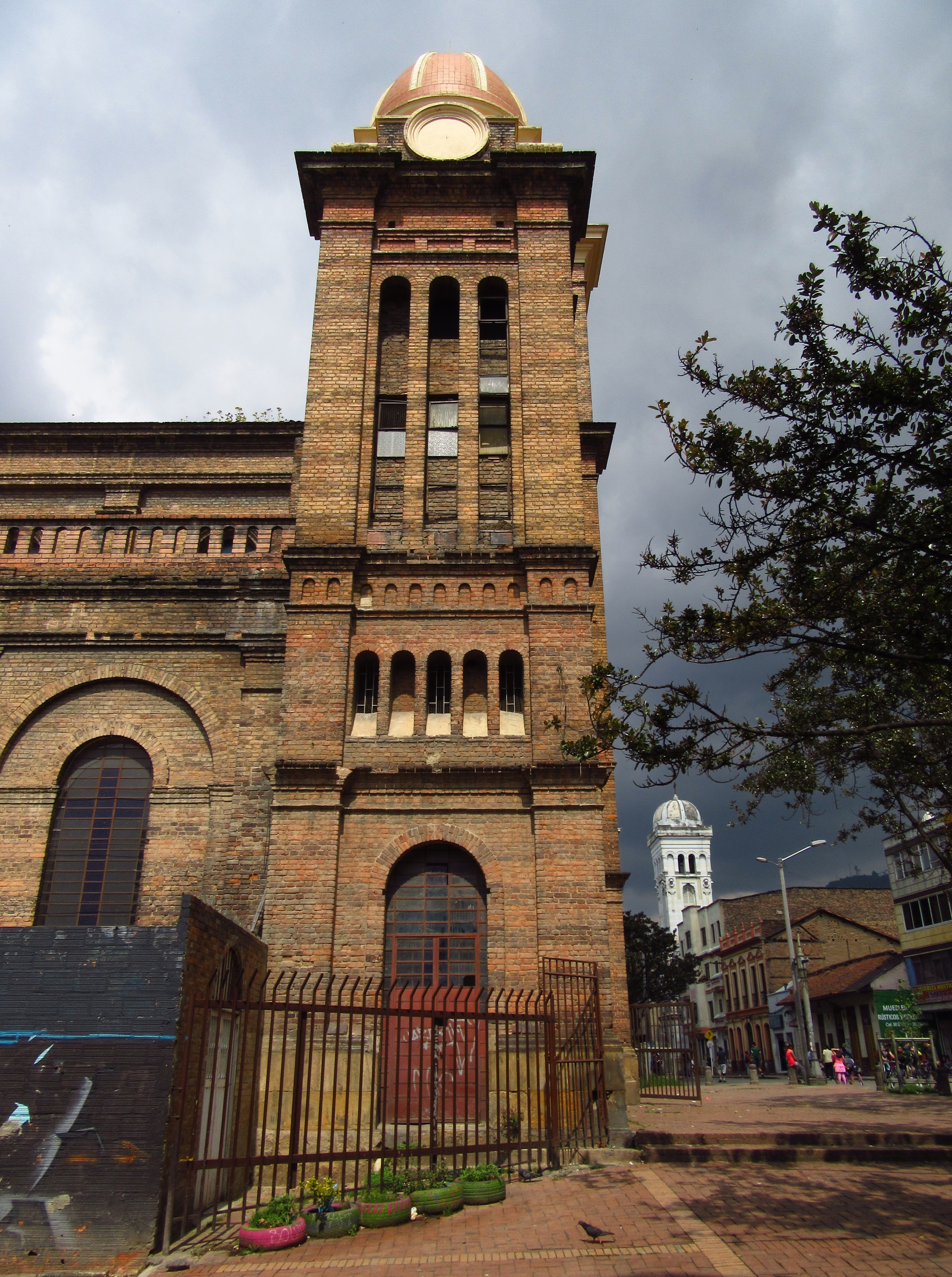
Cúpulas de las iglesias de Nuestra Señora del Carmen de Las Cruces y, en un segundo plano, de la de Nuestra Señora del Rosario.

La Parroquia Nuestra Señora del Carmen - las Cruces fue edificada a mediados del siglo XVII. Este tenía un venerado señor de la columna, ubicada a la orilla del río San Agustín, frente a una de las propiedades de Thomas Flórez de Ocaríz. Allí eran frecuentes las inundaciones por las condiciones donde se ubicaba el terreno y las lluvias torrenciales que ocasionaban el desbordamiento del río.
En 1826 en la noche del 17 de junio hubo un terremoto en la ciudad, lo que ocasionó el derrumbe de varios edificios como la iglesia de Guadalupe, la ermita de Monserrate y la ermita de Las Cruces. Por esto el señor de la columna fue llevado a un toldo hecho en Fucha por los devotos y luego fue trasladado por los agustinianos calzados a su iglesia mientras concluyó su capilla.
En 1827 un segundo terremoto sacudiría la ciudad de Bogotá causando la destrucción del señor de la columna. Esto obligó su traslado definitivo, en 1894 se inicia una mayor construcción orientada hacia la carrera Séptima con la donación de materiales de construcción del Ministerio de Obras Públicas y el apoyo del Ministerio de Guerra. 
El templo que actualmente se conoce, fue construido en la última década del siglo XIX, tiempo dentro del cual también se construye frente a ella el parque Las Cruces. 
En 1915 se hace el último proyecto de construcción de once torres que permanece actualmente y se puede ver en el sello parroquial el cual contó con el apoyo nuevamente del Ministerio de Guerra y la División de Caballería del Sur.
También en la plaza, en el costado oriental, se encuentra la iglesia de Nuestra Señora del Rosario.

## Sitios de interés
- Fuente Garza (en el centro del parque principal).
- Fábrica de billares El Dorado.
- Platerías
- Primera surtidora de gasolina de Bogotá
- Banco de Colombia
- Sede Emaús
- Edificio Antiguo Colegio del Rosario
- Parroquia de Nuestra Señora del Carmen - las Cruces
- Casa del tranvía
- Casa original de la agrupación de Rap La Etnnia 5-27.
- Casa donde nació Jorge Eliécer Gaitán.
- Convento de la Sagrada Familia.[2]